# Eye of the Beholder (Metallica)
Eye of the Beholder è un singolo del gruppo musicale statunitense Metallica, pubblicato il 30 ottobre 1988 come secondo estratto dal quarto album in studio ...And Justice for All.

## Descrizione
Il testo della canzone è incentrato sulla mancanza di libertà di espressione. Come struttura musicale il suo ritornello è suonato in 12/8, mentre il resto della canzone si basa su un convenzionale ritmo sincopato 4/4, a tempi minori rispetto alle solite canzoni del gruppo sino ad allora, con forti sonorità groove.
Fino al 1989 la canzone era suonata dal vivo per intero. Tuttavia Eye of the Beholder ha sempre fatto parte del repertorio dal vivo dei Metallica, tra le canzoni di ...And Justice for All suonate negli anni novanta, in alternativa alla versione originale con molte parti di chitarra. Ne derivò anche il Justice Medley, per l'album dal vivo Live Shit: Binge & Purge (1993).

## Tracce
Lato A
1. Eye of the Beholder – 6:25 (James Hetfield, Lars Ulrich, Kirk Hammett)

Lato B
1. Breadfan – 5:44 (Ray Phillips, Burke Shelley, Tony Bourge) – originariamente interpreta dai Budgie

## Formazione
Gruppo
- James Hetfield – chitarra ritmica, voce, arrangiamento
- Lars Ulrich – batteria, arrangiamento
- Kirk Hammett – chitarra solista
- Jason Newsted – basso

Produzione
- Metallica – produzione
- Flemming Rasmussen – produzione, ingegneria del suono
- Toby "Rage" Wright – ingegneria del suono aggiuntiva, assistenza tecnica
- Steve Thompson – missaggio
- Michael Barbiero – missaggio
- George Cowan – assistenza al missaggio
- Bob Ludwig – mastering